# Liste von Kraftwerken in Ruanda
Die Kraftwerke in Ruanda werden sowohl auf einer Karte als auch in Tabellen (mit Kennzahlen) dargestellt.

## Installierte Leistung und Jahreserzeugung
Im Jahre 2016 lag Ruanda bzgl. der installierten Leistung mit 191 MW an Stelle 166 und bzgl. der jährlichen Erzeugung mit 525 Mio. kWh an Stelle 164 in der Welt. Der Elektrifizierungsgrad lag 2013 bei 21 % (67 % in den Städten und 5 % in ländlichen Gebieten). 2020 lag die installierte Leistung bei 224,6 MW, davon 46,8 % aus Wasserkraft. Der staatliche Stromversorger Rwanda Energy Group gibt die derzeit installierte Gesamtleistung mit 218 MW an (Stand Januar 2019). Laut REG soll die installierte Leistung bis 2024 auf 556 MW erhöht werden; der Elektrifizierungsgrad soll bis dahin von derzeit 49,6 auf 100 % steigen.

## Karte
Folgende Karte zeigt eine Auswahl der  leistungsstärksten Kraftwerke Ruandas. Noch nicht in Betrieb genommene sind eingeklammert (Stand 2023).
| Jabana |

| KivuWatt |

| Nyabarongo |

| (Rusumo Falls) |

| Ruz I |

| Ruz II |

| (Ruz III) |

| Rwamagana |

| Ntaruka |

## Kalorische Kraftwerke
| Name des Kraftwerks | Inst. Leistung (MW) | Typ    | Distrikt, Sektor  | Koordinaten                   | Jahr | Status (2023) |
| ------------------- | ------------------- | ------ | ----------------- | ----------------------------- | ---- | ------------- |
| Birembo             | 10                  | Diesel | Gasabo            | 1,9072° S, 30,126° O          | 2017 | in Betrieb    |
| Gishoma             | 15                  | Torf   | Rusizi, Rwimbogo  | 2,667° S, 28,9401° O          | 2016 | in Betrieb    |
| Hakan / Gisagara    | 35                  | Torf   | Gisagara, Mamba   | 2,4765° S, 29,9641° O         | 2022 | in Betrieb    |
| Jabana I            | 7,8                 | Diesel | Gasabo, Nyacyonga | 1,8824° S, 30,0741° O         | 2004 | in Betrieb    |
| Jabana II           | 21                  | Diesel | Gasabo, Nyacyonga | 1,8824° S, 30,0741° O         | 2009 | in Betrieb    |
| KivuWatt            | 26,19               | Methan | Karongi, Mubuga   | 2,0679° S, 29,3197° O         | 2015 | in Betrieb    |
| KP1 / Kibuye 1      | 3,6                 | Methan | Rubavu, Nyayumba  | 1,7275° S, 29,2564° O         | 2012 | in Betrieb    |
| Mukungwa            | 10                  | Diesel | Musanze           | Koordinaten fehlen! Hilf mit. | 2017 | in Betrieb    |
| SEZ / Masoro        | 10                  | Diesel | Gasabo            | Koordinaten fehlen! Hilf mit. | 2017 | in Betrieb    |
| Symbion Kibuye      | 26,19               | Methan |                   | Koordinaten fehlen! Hilf mit. | 2015 | in Betrieb    |
| Symbion Kivu        | 50                  | Methan |                   | Koordinaten fehlen! Hilf mit. |      |               |

## Solarkraftwerke
Zum Zeitpunkt der Fertigstellung 2007 war das auf dem Berg Jali in Kigali gelegene Solarkraftwerk Kigali Solaire die größte Photovoltaik-Anlage Afrikas.
| Name des Kraftwerks   | Inst. Leistung (MWp) | Typ          | Distrikt, Sektor | Koordinaten           | Jahr      | Status (2023) |
| --------------------- | -------------------- | ------------ | ---------------- | --------------------- | --------- | ------------- |
| Rwamagana/GigaWatt    | 8,5                  | Photovoltaik | Bugesera, Rubona | 2,0262° S, 30,3772° O | 2014/2015 | in Betrieb    |
| Jali / Kigali Solaire | 0,25                 | Photovoltaik | Gasabo, Jali     | 1,8843° S, 30,0163° O | 2007      | in Betrieb    |
| Nasho                 | 3,3                  | Photovoltaik | Kirehe, Nasho    | 2,0974° S, 30,7449° O | 2017      | in Betrieb    |

## Wasserkraftwerke
| Name des Kraftwerks     | Inst. Leistung (MW) | Fluss                 | Distrikt, Sektor                                | Koordinaten                   | Jahr | Status (2023) |
| ----------------------- | ------------------- | --------------------- | ----------------------------------------------- | ----------------------------- | ---- | ------------- |
| Agatobwe                | 0,39                | Agatobwe              | Nyaruguru, Ngoma                                | 2,7597° S, 29,6713° O         | 2010 | außer Betrieb |
| Cyimbili                | 0,3                 | Cyimbiri              | Rutsiro, Kigeyo                                 | 1,8277° S, 29,2984° O         | 2011 | in Betrieb    |
| Gaseke                  | 0,5                 | Gaseke                | Gakenke, Rusasa                                 | 1,6255° S, 29,6477° O         | 2016 | in Betrieb    |
| Gashashi                | 0,28                | Gashashi              | Rutsiro, Kigeyo                                 | 1,8068° S, 29,2928° O         | 2013 | in Betrieb    |
| Giciye I                | 4,0                 | Giciye                | Nyabihu, Rurembo                                | 1,6875° S, 29,5737° O         | 2014 | in Betrieb    |
| Giciye II               | 4,0                 | Giciye                | Nyabihu, Rurembo                                | 1,669° S, 29,5906° O          | 2016 | in Betrieb    |
| Giciye III              | 9,8                 |                       |                                                 | Koordinaten fehlen! Hilf mit. | 2020 | in Betrieb    |
| Gihira                  | 1,8                 |                       | Rubavu                                          | Koordinaten fehlen! Hilf mit. | 1984 | in Betrieb    |
| Gisenyi                 | 1,7                 | Sebeya                | Rubavu, Gisenyi                                 | 1,71° S, 29,2653° O           | 1957 | in Betrieb    |
| Janja                   | 0,2                 |                       | Gakenke                                         | Koordinaten fehlen! Hilf mit. | 2012 | in Betrieb    |
| Keya                    | 2,2                 | Sebeya                | Rubavu, Nyundo                                  | 1,7047° S, 29,3127° O         | 2011 | in Betrieb    |
| Kigasa                  | 0,272               |                       | Musanze                                         | Koordinaten fehlen! Hilf mit. | 2020 | in Betrieb    |
| Mazimeru                | 0,5                 |                       | Nyaruguru                                       | Koordinaten fehlen! Hilf mit. | 2012 | in Betrieb    |
| Mukungu                 | 0,016               |                       | Karongi                                         | Koordinaten fehlen! Hilf mit. | 2020 | außer Betrieb |
| Mukungwa I              | 12                  | Mukungwa              | Musanze                                         | 1,53679° S, 29,68323° O       | 1982 | in Betrieb    |
| Mukungwa II             | 3,6                 | Mukungwa              | Musanze, Nkotsi                                 | 1,5818° S, 29,6551° O         | 2013 | in Betrieb    |
| Murunda                 | 0,1                 |                       | Rutsiro                                         | Koordinaten fehlen! Hilf mit. | 2010 | in Betrieb    |
| Musarara                | 0,4                 |                       | Gakenke                                         | Koordinaten fehlen! Hilf mit. | 2013 | in Betrieb    |
| Mutobo                  | 0,2                 |                       | Musanze                                         | Koordinaten fehlen! Hilf mit. | 2009 | in Betrieb    |
| Nkora                   | 0,68                |                       | Rutsiro, Kigeyo                                 | 1,8497° S, 29,2992° O         | 2011 | in Betrieb    |
| Nshili I                | 0,4                 |                       | Nyaruguru, Busanze                              | 2,7737° S, 29,5171° O         | 2012 | in Betrieb    |
| Ntaruka                 | 11,25               | Burera- / Ruhondo-See | Burera, Kinoni                                  | 1,4774° S, 29,7504° O         | 1959 | in Betrieb    |
| Nyabahanga              | 0,2                 |                       | Karongi                                         | Koordinaten fehlen! Hilf mit. | 2012 | in Betrieb    |
| Nyabarongo I            | 28                  | Nyabarongo            | Muhanga, Mushishiro                             | 1,9784° S, 29,6392° O         | 2014 | in Betrieb    |
| Nyabarongo II           | 17                  | Nyabarongo            |                                                 | Koordinaten fehlen! Hilf mit. |      | geplant       |
| Nyamyotsi I             | 0,1                 |                       | Nyabihu                                         | Koordinaten fehlen! Hilf mit. | 2007 | in Betrieb    |
| Nyamyotsi II            | 0,1                 |                       | Nyabihu                                         | Koordinaten fehlen! Hilf mit. | 2011 | in Betrieb    |
| Nyirabuhombohombo       | 0,65                | Kilimbi               | Nyamasheke, Kirimbi                             | 2,2757° S, 29,2429° O         | 2013 | außer Betrieb |
| Nyirantaruko            | 1,84                |                       | Nyamasheke                                      | Koordinaten fehlen! Hilf mit. | 2020 | in Betrieb    |
| Rubagabaga              | 0,45                | Rubagabaga            | Nyabihu                                         | Koordinaten fehlen! Hilf mit. | 2019 | in Betrieb    |
| Rugezi                  | 2,6                 | Rugezi                | Burera                                          | 1,4218° S, 29,8282° O         | 2011 | in Betrieb    |
| Rukarara I              | 9                   | Rukarara              | Nyamagabe, Kibirizi                             | 2,4411° S, 29,4958° O         | 2010 | in Betrieb    |
| Rukarara II             | 2,2                 | Rukarara              | Nyamagabe, Kibirizi                             | 2,4414° S, 29,5124° O         | 2014 | in Betrieb    |
| Rukarara V & Mushishito | 5,0                 | Rukarara              | Nyamagabe, Uwinkingi                            | 2,4594° S, 29,4356° O         | 2019 | in Betrieb    |
| Rusumo Falls            | 80 (27)             | Kagera                | (Kirehe, Nyamugali) angrenzend an Tansania      | 2,3825° S, 30,7842° O         |      | in Bau        |
| Ruzizi I                | 29 (3,5)            | Ruzizi                | (Rusizi, Mururu) angrenzend an Dem. Rep. Kongo  | 2,509° S, 28,8753° O          | 1958 | in Betrieb    |
| Ruzizi II               | 42 (12)             | Ruzizi                | (Rusizi, Nzahaha) angrenzend an Dem. Rep. Kongo | 2,6334° S, 28,9027° O         | 1989 | in Betrieb    |
| Ruzizi III              | 145 (48,3)          | Ruzizi                | Rusizi, Nzahaha                                 | 2,6334° S, 28,9027° O         |      | in Bau        |
| Rwaza-Muko              | 2,6                 | Mukungwa              | Musanze, Rwaza                                  | 1,5649° S, 29,6473° O         | 2018 | in Betrieb    |